# Mahasu Pahari jezik
Mahasu Pahari jezik (mahasui; ISO 639-3: bfz), jezik kojim govori oko 1 000 000 Pahara u indijskoj državi Himachal Pradesh, distrikti Shimla (Simla) i Solan.
Pripada indoarijskoj skupini indoiranskih jezika, i jedan je od 17 zapadnopaharskih jezika. Postoje dva dijalekta, donji mahasu pahari (kiunthali, baghati, baghliani) i gornji mahasu pahari (shimla siraji, sodochi, rampuri, rohruri). Piše se devanagarijem; novine, magazini, radio-program.

## Vanjske poveznice
- Ethnologue (14th)
- Ethnologue (15th)